# Taiwanomyia cavernicola
Taiwanomyia cavernicola är en tvåvingeart som först beskrevs av Enrico Adelelmo Brunetti 1924.  Taiwanomyia cavernicola ingår i släktet Taiwanomyia och familjen småharkrankar. Inga underarter finns listade i Catalogue of Life.